# Tjuv och polis (TV-program)
Tjuv och polis är en svensk TV-serie vars första säsong sändes 2019 i SVT. Tjuv och polis baseras på den amerikanska dramaserien The Heist och är ett format från Endemol Shine Group(en). Den svenska serien produceras av Meter Television. Programledare för programmet är Micke Leijnegard.
I Tjuv och polis ska tio helt vanliga människor planera och genomföra en kupp. Samtidigt ska fjorton före detta poliser sätta fast "tjuvarna". Poliserna i Tjuv och polis är före detta riktiga poliser. De använder samma redskap som de gjorde i tjänst. Som exempel är de redskap för att spåra DNA samma i programmet som i tjänst. Utredningen förlitar sig även på "anonyma tips" och ledtrådar från produktionen för att ta sig vidare.
Säsong två, inspelad i Lysekil, hade premiär den 1 november 2020.

## Säsonger
| Säsong | Sändningsdatum           | År   | Stad      | Antal tjuvar | Antal poliser | Programledare    |
| ------ | ------------------------ | ---- | --------- | ------------ | ------------- | ---------------- |
| 1      | 1 september - 20 oktober | 2019 | Askersund | 10           | 14            | Micke Lejinegard |
| 2      | 1 november - 20 december | 2020 | Lysekil   | 10           | 13            | Micke Lejinegard |